# 4071 Rostovdon
4071 Rostovdon este un asteroid din centura principală, descoperit pe 7 septembrie 1981, de Liudmila Karacikina.